# Naissance en 978
Naissance
- 974
- 975
- 976
- 977
- 978
- 979
- 980
- 981
- 982

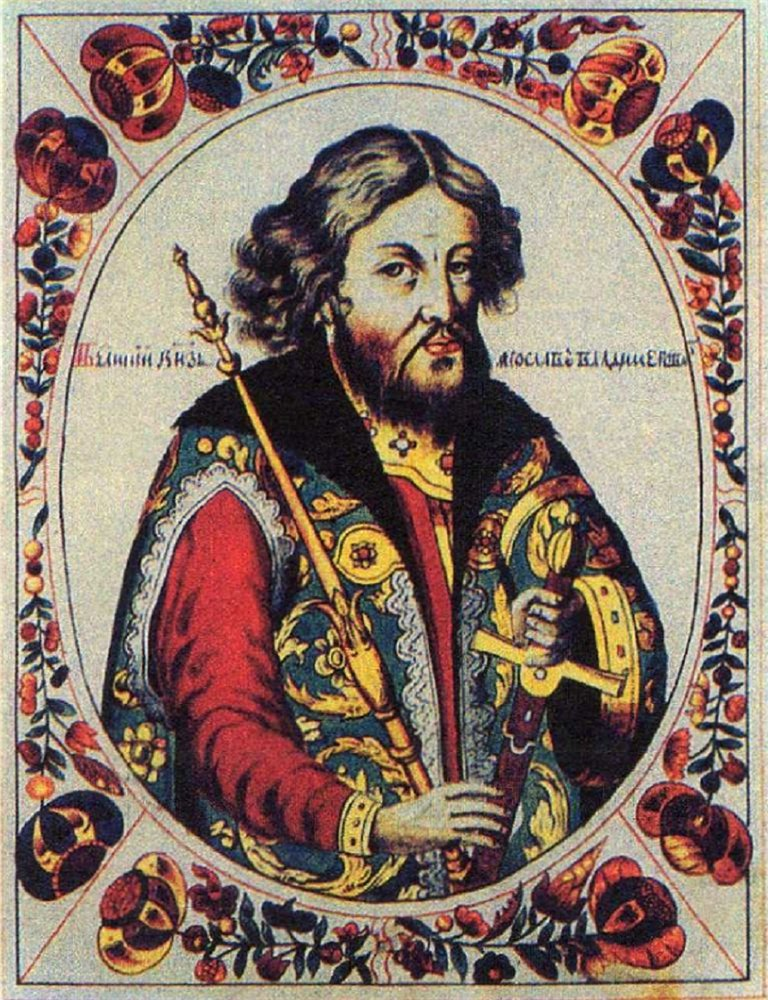
Iaroslav le Sage né en 978.

Cette page dresse une liste de personnalités nées au cours de l'année 978  :
- Iaroslav le Sage, ou Iaroslav Vladimirovitch, dit Iaroslav Ier, grand-prince de la Rus' de Kiev de la dynastie des Riourikides.
- Mstislav de Tchernigov, ou Mstislav Vladimirovitch, prince de Tmoutarakan puis de Tchernigov.
- Poppon de Stavelot, moine bénédictin, abbé de Stavelot et proche conseiller de Henri II.

date incertaine (vers 978)
- Zoé Porphyrogénète, impératrice byzantine.